# Janusz Klimek
Janusz Klimek (* 8. April 1957) ist ein ehemaliger polnischer Basketballspieler.

## Werdegang
Der 2,04 Meter große, auf der Innenposition eingesetzte Klimek spielte in seinem Heimatland bis 1979 für Baildon Katowitz sowie von 1979 bis 1987 für KKS Zagłębie Sosnowiec. Mit Sosnowiec wurde er 1985 und 1986 polnischer Meister und trat mit der Mannschaft in den Spieljahren 1985/86 und 1986/87 im Europapokal der Landesmeister an. Mit der polnischen Juniorennationalmannschaft nahm er 1973 an der Kadetteneuropameisterschaft sowie 1974 und 1976 an den Junioreneuropameisterschaften teil.
Ab 1988 spielte Klimek für den deutschen Zweitligisten MTV Wolfenbüttel. 1994 trat er beim selben Verein das Amt des Assistenztrainers von Hendrik Dobrakowsky an. Im Spieljahr 2007/08 war er abermals Co-Trainer in Wolfenbüttel, diesmal bei den Wolfenbüttel Dukes. Sein Sohn Jakob wurde ebenfalls Leistungsbasketballspieler und gehörte zeitweise zur Wolfenbütteler Mannschaft, bei der Janusz Klimek als Assistenztrainer tätig war. Die Wolfenbütteler Altherrenmannschaft führte er als Trainer zum Gewinn der deutschen Meisterschaft.